# Берник Олександр
Олександр Берник (нар. 21 квітня 1912 — пом. 1978) — американський диригент українського походження.

## Біографія
Народився 21 квітня 1912 року. У 1933 році закінчив університет в Мангеттені (Нью-Йорк, США). Впродовж 1933–1976 років викладав у «Ліман коледж» у Гантері; керував у Нью-Йорку хором церкви святого Юра та  духовної семінарії у Стемфорді. Впродовж 1972–1974 років був диригентом хору «Думка» у Нью-Йорку. Помер у 1978 році.